# La scuola del profitto
La scuola di profitto è un libro scritto da Francis Oppenheim, dirigente d'azienda e specialista di organizzazione aziendale. 
L'autore sostiene che nel mondo moderno l'impresa tradizionale deve aggiornarsi, e con essa anche l'imprenditore, troppo spesso non a conoscenza dei segreti dell'azienda e che in caso di difficoltà tende ad addossare le colpe ai sindacati, al governo, all'aggressività dei concorrenti, al Mercato comune.
Invece l'autore ritiene che un'azienda che va male è un indizio che l'azienda è diretta male e quindi fornisce consigli agli imprenditori, anche perché si tratta di cose dopo tutto prevedibili, di rischi come gli incendi o i furti, contro i quali ci si assicura preventivamente.
L'autore invita gli imprenditori ad assumere una visione globale dell'azienda, che contempli nello stesso momento e allo stesso modo la produzione, la vendita, il personale, l'amministrazione, considerando il tutto come diverse facce di un unico problema. 
E per aiutare il lettore ha diviso il libro in trentasei lezioni e una conclusione, ognuna delle quali approfondisce un argomento utile per conoscere l'azienda.
Il saggio non si può definire come un libro sul management o come una raccolta di test. L'autore vuole presentare un'innovativa immagine dell'impresa e dei suoi organi fondamentali, un'idea precisa e nuova dell'impresa, descritta come uno strumento di e in trasformazione, contrapposta alle istituzioni, ai ministeri, all'esercito, alla chiesa, che hanno invece la tendenza di mantenere lo status quo.
L’impresa non è un fenomeno statico, non è un valore stabile. L’impresa è sempre un continuo flusso, un insieme di flussi. La scuola del profitto e di impresa consiste quindi nell’insegnare a governare questi flussi.
Uno dei concetti chiave del saggio è che gli imprenditori hanno clienti potenziali che devono convertire in clienti reali; possiedono delle materie prime che devono tramutare in prodotti; fruiscono di una solvibilità, di una affidabilità, perché le banche o i capitalisti, hanno dato loro una fiducia che deve essere trasformata in disponibilità; hanno del personale generico e inesperto che deve essere trasformato in personale qualificato.
Il libro, non privo di umorismo, è scritto per gli imprenditori, ma anche per gli impiegati e per i sindacalisti. 
Il volume è completato da numerosi disegni e da tavole esplicative.

## Edizioni
- Francis Oppenheim, La scuola di profitto, Garzanti, 1970,  pp.150 , cap. 36.